# Конвој (Охајо)
Конвој (енгл. Convoy) град је у америчкој савезној држави Охајо.

## Демографија
По попису из 2010. године број становника је 1.085, што је 25 (-2,3%) становника мање него 2000. године.
| Група             | 2000.         | 2010.         |
| Белци             | 1.073 (96,7%) | 1.043 (96,1%) |
| Афроамериканци    | 2 (0,2%)      | 4 (0,4%)      |
| Азијати           | 1 (0,1%)      | 1 (0,1%)      |
| Хиспаноамериканци | 13 (1,2%)     | 28 (2,6%)     |
| Укупно            | 1.110         | 1.085         |